# Rantau Kopar (plaats)
Rantau Kopar is een bestuurslaag in het regentschap Rokan Hilir van de provincie Riau, Indonesië. Rantau Kopar telt 2505 inwoners (volkstelling 2010).